# Dysauxes autumnalis
Dysauxes autumnalis là một loài bướm đêm thuộc phân họ Arctiinae, họ Erebidae.